# Радін Ісаак Соломонович
Ісаак Соломонович Радін (Зінгерман) (27 вересня 1894, Овруцький повіт, тепер Житомирської області — розстріляний 1 лютого 1938) — радянський діяч, голова виконавчого комітету Херсонської окружної ради.

## Життєпис
З 1912 по квітень 1917 року був членом «Бунду».
У 1912—1915 роках навчався на економічному факультеті Санкт-Петербурзького комерційного інституту. Одночасно, з 1913 по 1915 рік працював конторником у санкт-Петербурзі (Петрограді).
У 1915—1917 роках — у російській армії, учасник Першої світової війни.
Член РСДРП(б) з листопада 1917 року.
У грудні 1917 — серпні 1918 року — комісар управління Російсько-Азіатського банку в Петрограді. У серпні 1918 — січні 1919 року — комісар банку в місті Пскові.
У січні — квітні 1919 року — комісар контори Народного банку РРФСР у місті Вільно. У квітні — липні 1919 року — заступник народного комісара фінансів СРР Литви і Білорусі.
У вересні 1919 — лютому 1920 року — завідувач Вітебського прикордонного особливого відділу ВЧК.
У лютому — червні 1920 року — завідувач адміністративно-організаційного відділу особливого відділу ВЧК Західного фронту.
У червні — липні 1920 року — член колегії Харківської губернської ЧК.
У липні — грудні 1920 року — завідувач адміністративного відділу особливого відділу ВЧК Південно-Західного фронту.
20 грудня 1920 — 8 липня 1921 року — голова Харківської губернської ЧК. З липня по вересень 1921 року — в розпорядженні Всеукраїнської ЧК.
У вересні 1921 року виключений із партії.
З вересня 1921 по вересень 1922 року працював на заводі Загальної електричної компанії у Харкові.
У 1922 році поновлений у РКП(б).
До листопада 1922 року — керуючий Одеського водогону.
У листопаді — грудні 1922 року — завідувач Катеринославського губернського фінансового відділу.
У грудні 1922 — вересні 1923 року — заступник завідувача Одеського губернського фінансового відділу.
У вересні 1923 — квітні 1924 року — голова виконавчого комітету Херсонської окружної ради.
У квітні 1924 року відряджений на керівну роботу до міста Одеси.
У травні — листопаді 1924 року — завідувач Чернігівського губернського відділу місцевого господарства.
У листопаді 1924 — 1926 року — товариш (заступник) керуючого контори Державного банку СРСР.
До червня 1926 року — член правління Державного видавництва СРСР.
У червні 1926 — січні 1927 року — член правління контрагентства в Москві.
У січні 1927 — січні 1928 року — член правління тресту «Держшвеймашина» в Москві.
У 1928 році виключений із ВКП(б) за опозиційну діяльність.
З січня 1928 року — уповноважений Головного управління металургійної промисловості ВРНГ СРСР.
У 1928 році був заарештований, але незабаром звільнений та поновлений в партії. З лютого 1929 по 1930 рік працював в Телебебуді в місті Томську Сибірського краю.
У 1930 — березні 1931 року — завідувач планового відділу Головного управління ВРНГ СРСР.
У березні — грудні 1931 року — член президії Московської обласної ради народного господарства.
У грудні 1931 — січні 1932 року — заступник голови Середньо-Волзької крайової ради народного господарства. З січня 1932 року — уповноважений Народного комісаріату важкої промисловості СРСР по Середньо-Волзькому краю.
У 1932 — березні 1933 року — в розпорядженні ЦК КП(б)У.
20 березня 1933 року виключений із ВКП(б), заарештований, 16 квітня 1933 року засуджений до 3-х років заслання. У 1935 році зввільнений.
До 1937 року працював начальником відділу капітального будівництва Оренбурзького обласного управління місцевої промисловості.
1937 року заарештований органами НКВС. Засуджений до розстрілу. Посмертно реабілітований.